# Pallacanestro Cantù 1959-1960
Questa voce raccoglie le informazioni riguardanti la Pallacanestro Cantù nelle competizioni ufficiali della stagione 1959-1960.

## Stagione
La stagione 1959-1960 della Pallacanestro Cantù sponsorizzata Fonte Levissima, è la 5ª nel massimo campionato italiano di pallacanestro, l'Elette.
A partire dal campionato 1959-1960 il CONI non consentì più l'utilizzo dei giocatori stranieri così Cantù dovette rinunciare a Tony Vlastelica

## Roster
- Lino Cappelletti
- Gualtiero Bernardis
- Antonio Frigerio
- Marco Marchionetti
- Dante Masocco
- Marcello Motto
- Nicola Porcelli
- Luciano Racchi
- Giancarlo Sarti
- Emidio Testoni
- Luciano Zia
- Renato Quarti

Allenatore:  Gianni Corsolini

## Mercato
| Acquisti | Acquisti           | Acquisti       | Acquisti   |
| R.       | Nome               | da             | Modalità   |
| -------- | ------------------ | -------------- | ---------- |
| AP       | Giancarlo Sarti    | Free agent     | definitivo |
|          | Nicola Porcelli    | Virtus Bologna | definitivo |
|          | Marco Marchionetti |                | definitivo |
|          | Emidio Testoni     | Virtus Bologna | definitivo |

| Cessioni | Cessioni        | Cessioni | Cessioni       |
| R.       | Nome            | a        | Modalità       |
| -------- | --------------- | -------- | -------------- |
| A        | Tony Vlastelica |          | fine contratto |
| P        | Rino Morani     |          | fine contratto |